# Grossœuvre
Ne doit pas être confondu avec Gros œuvre ou Grossouvre.
Grossœuvre est une commune française située dans le département de l'Eure en région Normandie.
Les habitants sont des Grandisylvains.

## Géographie

### Localisation
| Guichainville                                     | Guichainville                            | Prey             |
| Le Plessis-Grohan Chambois (comm. dél. d'Avrilly) | Grossœuvre                               | La Forêt-du-Parc |
| Chambois (comm. dél. de Thomer-la-Sôgne)          | Chambois (comm. dél. de Thomer-la-Sôgne) | Jumelles         |

### Hydrographie
La commune est située dans le bassin Seine-Normandie. Elle n'est drainée par aucun cours d'eau,.

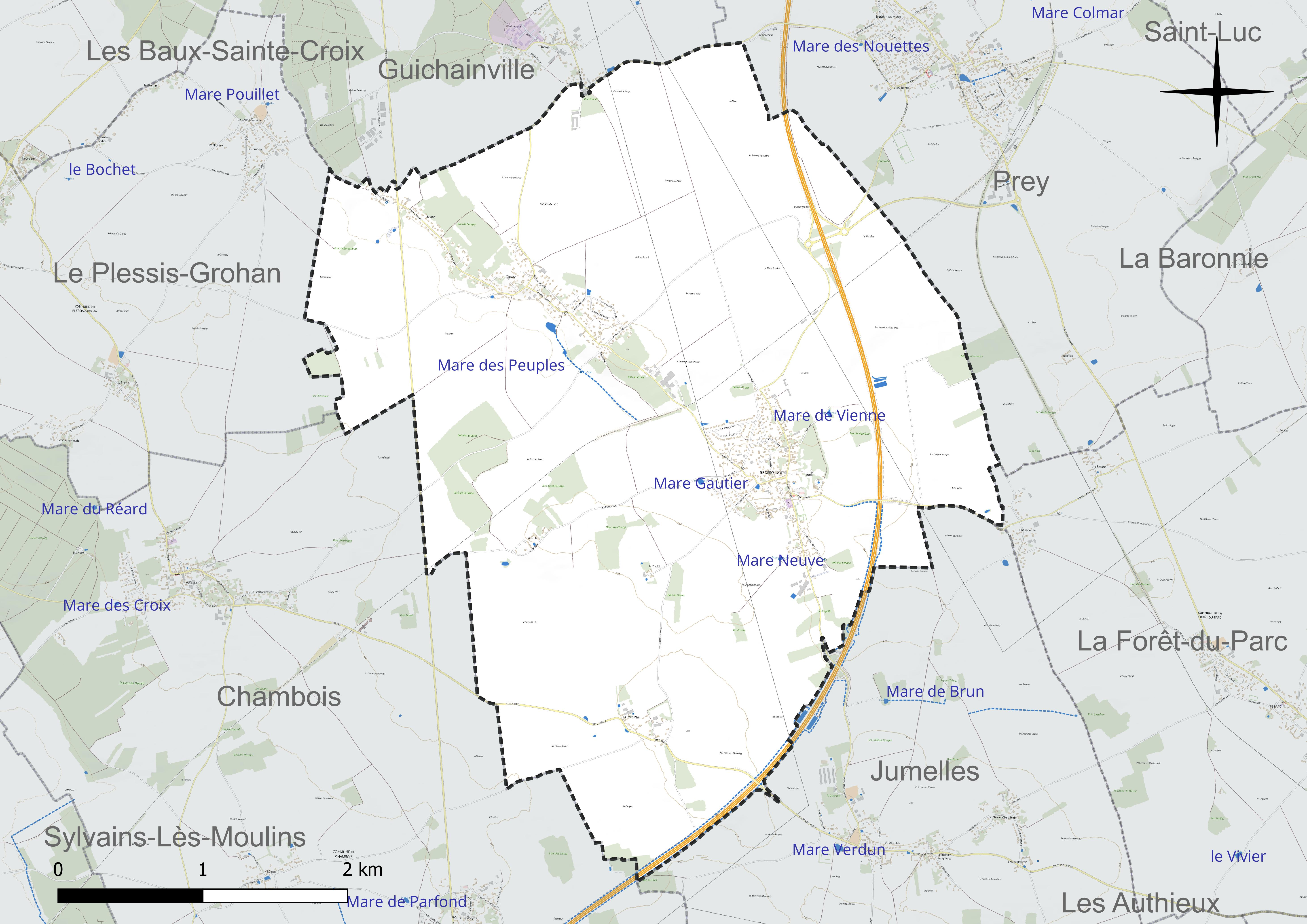
Réseau hydrographique de Grossœuvre.

Quatre plans d'eau complètent le réseau hydrographique : la mare de Vienne (0,1 ha), la mare des Peuples (0,1 ha), la mare Gautier (0,1 ha) et la mare Neuve (0 ha),.

### Climat
Pour des articles plus généraux, voir Climat de la Normandie et Climat de l'Eure.
En 2010, le climat de la commune est de type climat océanique dégradé des plaines du Centre et du Nord, selon une étude du CNRS s'appuyant sur une série de données couvrant la période 1971-2000. En 2020, Météo-France publie une typologie des climats de la France métropolitaine dans laquelle la commune est exposée à un climat océanique et est dans la région climatique  Sud-ouest du bassin Parisien, caractérisée par une faible pluviométrie, notamment au printemps (120 à 150 mm) et un hiver froid (3,5 °C). Parallèlement le GIEC normand, un groupe régional d’experts sur le climat, différencie quant à lui, dans une étude de 2020, trois grands types de climats pour la région Normandie, nuancés à une échelle plus fine par les facteurs géographiques locaux. La commune est, selon ce zonage, exposée à un « climat des plateaux abrités », correspondant aux plaines agricoles de l’Eure, avec une pluviométrie beaucoup plus faible que dans la plaine de Caen en raison du double effet d’abri provoqué par les collines du Bocage normand et par celles qui s’étendent sur un axe du Pays d'Auge au Perche.
Pour la période 1971-2000, la température annuelle moyenne est de 10,5 °C, avec  une amplitude thermique annuelle de 14,2 °C. Le cumul annuel moyen de précipitations est de 627 mm, avec 10,6 jours de précipitations en janvier et 8,2 jours en juillet. Pour la période 1991-2020, la température moyenne annuelle observée sur la station météorologique la plus proche, située sur la commune de Guichainville à 5 km à vol d'oiseau, est de 11,1 °C et le cumul annuel moyen de précipitations est de 659,6 mm,. Pour l'avenir, les paramètres climatiques de la commune estimés pour 2050 selon différents scénarios d’émission de gaz à effet de serre sont consultables sur un site dédié publié par Météo-France en novembre 2022.

## Urbanisme

### Typologie
Au 1er janvier 2024, Grossœuvre est catégorisée bourg rural, selon la nouvelle grille communale de densité à 7 niveaux définie par l'Insee en 2022.
Elle est située hors unité urbaine. Par ailleurs la commune fait partie de l'aire d'attraction d'Évreux, dont elle est une commune de la couronne,. Cette aire, qui regroupe 108 communes, est catégorisée dans les aires de 50 000 à moins de 200 000 habitants,.

### Occupation des sols
L'occupation des sols de la commune, telle qu'elle ressort de la base de données européenne d’occupation biophysique des sols Corine Land Cover (CLC), est marquée par l'importance des territoires agricoles (91,2 % en 2018), en diminution par rapport à 1990 (92,5 %). La répartition détaillée en 2018 est la suivante : 
terres arables (88,8 %), zones urbanisées (5,5 %), forêts (3,2 %), zones agricoles hétérogènes (2,5 %). L'évolution de l’occupation des sols de la commune et de ses infrastructures peut être observée sur les différentes représentations cartographiques du territoire : la carte de Cassini (XVIIIe siècle), la carte d'état-major (1820-1866) et les cartes ou photos aériennes de l'IGN pour la période actuelle (1950 à aujourd'hui).

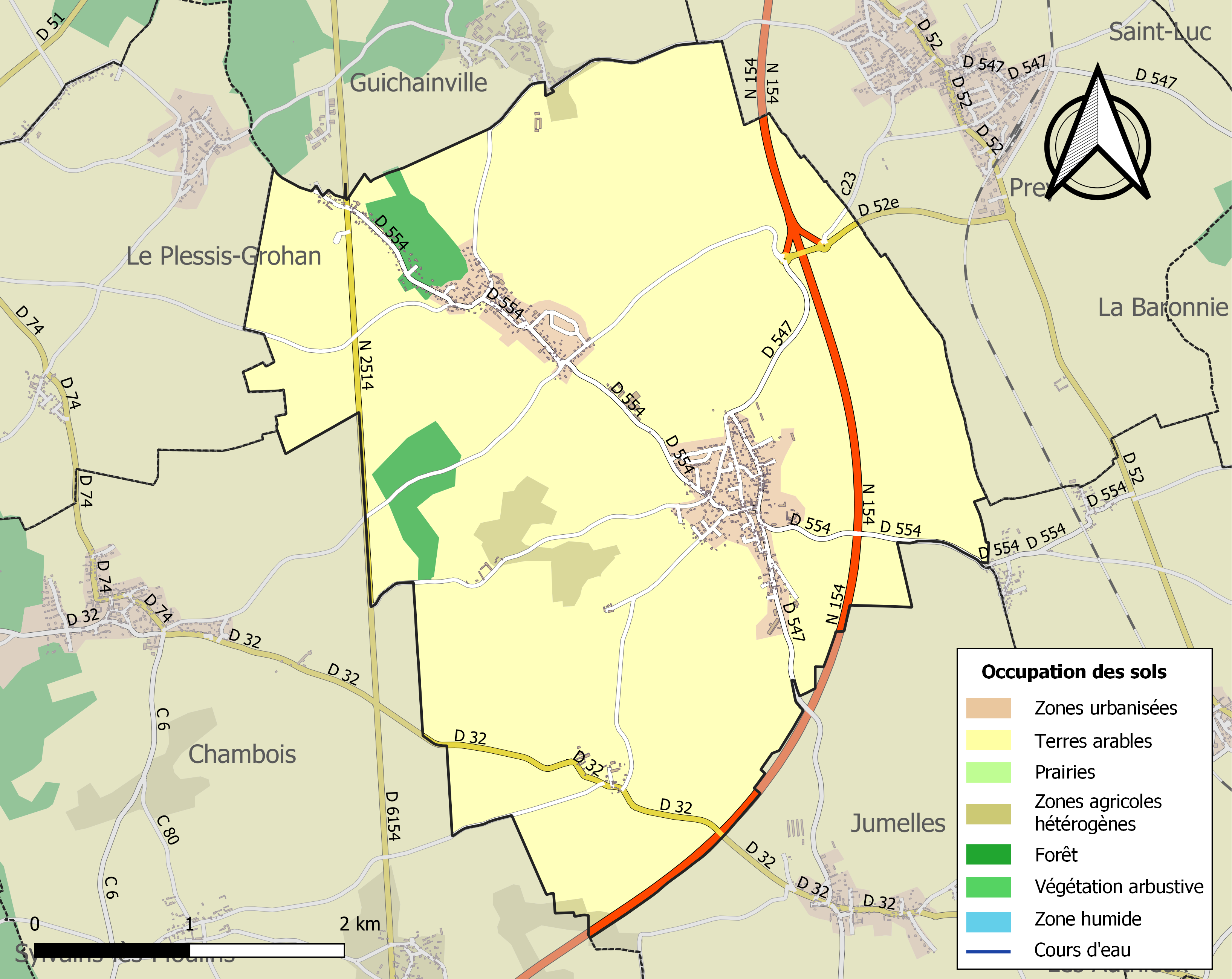
Carte des infrastructures et de l'occupation des sols de la commune en 2018 (CLC).

## Toponymie
Le nom de la localité est attesté sous les formes Grandis Silva en 1137 (Orderic Vital) et en 1190 (petit cartulaire de Saint-Taurin), Grossum Robur au XIIe siècle, Grant Suevre en 1307 (cartulaire de Saint-Taurin),  Grant Sœuvre et Groissœuvre en 1411 (archives nationales), Grosse hèvre en 1631 (Tassin, Plans et profilz), Grausseavre et Grossèvres en 1634 (archives de la baronnie de Garencières).
De l'adjectif oïl grand et du latin silva ("forêt"), sans descendance directe en français en dehors de la toponymie. Silva donne selve puis seuve, ce dernier mot ayant été rapproché de œuvre lorsque seuve n'était plus compris.

La signification est donc : « grande ou grosse forêt ».

## Histoire

### Héraldique
| Armes de | Ces armes peuvent se blasonner ainsi aujourd’hui : de gueules à la croix échiquetée d'argent et de sable, cantonnée au premier et au quatrième d'une roue dentée de huit pièces d'or, au deuxième et au troisième d'une charrue à roues du même |

## Politique et administration
| Période                                  | Période    | Identité                                      | Étiquette | Qualité              |
| ---------------------------------------- | ---------- | --------------------------------------------- | --------- | -------------------- |
| Les données manquantes sont à compléter. |            |                                               |           |                      |
| 28.05.1871                               | 21.01.1878 | Barthélémy Héron                              |           |                      |
| 21.01.1878                               | 18.05.1884 | Arnoult Legoix                                |           |                      |
| 18.05.1884                               | 15.05.1892 | Marie Louis Maurice Gaillard de Saint-Germain |           | Propriétaire         |
| 15.05.1892                               | 26.06.1910 | Jacques Durand                                |           |                      |
| 26.06.1910                               | 11.12.1919 | Gaston Peley                                  |           |                      |
| 11.12.1919                               | 13.07.1924 | Ernest Heron                                  |           |                      |
| 13.07.1924                               | 19.05.1929 | Pierre Morisse                                |           |                      |
| 19.05.1929                               | 25.03.1959 | René Echard                                   |           |                      |
| 25.03.1959                               | 14.03.1971 | Bertin Levistre                               |           |                      |
| 14.03.1971                               | 06.03.1983 | Étienne Rayer                                 |           |                      |
| 06.03.1983                               | 19.12.1997 | Michel Lacomme                                |           |                      |
| 19.12.1997                               | 14.03.2008 | Gérard Fievet                                 |           |                      |
| 14.03. 2008                              | 2020       | Étienne Colleu                                | SE        | Agriculteur retraité |
| 2020                                     | En cours   | Gabrielle Brochand-Dulac                      | SE        | Expert Comptable     |

## Démographie
L'évolution du nombre d'habitants est connue à travers les recensements de la population effectués dans la commune depuis 1793. Pour les communes de moins de 10 000 habitants, une enquête de recensement portant sur toute la population est réalisée tous les cinq ans, les populations de référence des années intermédiaires étant quant à elles estimées par interpolation ou extrapolation. Pour la commune, le premier recensement exhaustif entrant dans le cadre du nouveau dispositif a été réalisé en 2006.

En 2022, la commune comptait 1 431 habitants, en évolution de +17,78 % par rapport à 2016 (Eure : −0,25 %, France hors Mayotte : +2,11 %).
| 1793 | 1800 | 1806 | 1821 | 1831 | 1836 | 1841 | 1846 | 1851 |
| ---- | ---- | ---- | ---- | ---- | ---- | ---- | ---- | ---- |
| 288  | 304  | 301  | 328  | 332  | 323  | 307  | 523  | 500  |

| 1856 | 1861 | 1866 | 1872 | 1876 | 1881 | 1886 | 1891 | 1896 |
| ---- | ---- | ---- | ---- | ---- | ---- | ---- | ---- | ---- |
| 493  | 465  | 479  | 436  | 434  | 443  | 450  | 429  | 430  |

| 1901 | 1906 | 1911 | 1921 | 1926 | 1931 | 1936 | 1946 | 1954 |
| ---- | ---- | ---- | ---- | ---- | ---- | ---- | ---- | ---- |
| 397  | 377  | 356  | 320  | 322  | 321  | 325  | 352  | 363  |

| 1962 | 1968 | 1975 | 1982 | 1990 | 1999 | 2006  | 2011  | 2016  |
| ---- | ---- | ---- | ---- | ---- | ---- | ----- | ----- | ----- |
| 367  | 344  | 572  | 856  | 980  | 988  | 1 028 | 1 046 | 1 215 |

| 2021  | 2022  | - | - | - | - | - | - | - |
| ----- | ----- | - | - | - | - | - | - | - |
| 1 399 | 1 431 | - | - | - | - | - | - | - |

## Culture locale et patrimoine

### Lieux et monuments
- Le château
- L'église Saint-Pierre
- L'église Saint-André[22] dont quelques éléments de mobilier sont objets au titre de monuments historiques
- Le cimetière

### Personnalités liées à la commune
- Jean-Louis Lepouzé [pourquoi ?] (1821-1882), député et sénateur de l'Eure.

### Patrimoine naturel
La forêt d'Évreux (dont une partie se trouve comprise sur le territoire de la commune), est en zone naturelle d'intérêt écologique, faunistique et floristique.

### Activités associatives, culturelles et sportives
- « Ça sonne à la porte » est un festival gratuit et tout public qui a lieu depuis 16 ans à Grossœuvre. C’est  un événement culturel  pluri-artistique, une vitrine du paysage musical normand où amateurs, confirmés  et professionnels, se partagent l’affiche. Ce festival offre 2 scènes,  un village associatif, une garderie et un espace Kidz. Depuis 2022,  le festival accueille le festival choral des collèges de l'Eure ou près de 700 collégiens Eurois se produisent sur la main-stage accompagnés par un artiste. En 2023, le festival a accueilli 25000 personnes.